# Plaza de la Estación (Jerez de la Frontera)
La plaza de la Estación de Jerez de la Frontera es una zona situada en el distrito centro de la ciudad. Situado junto a Pio XII y Madre de Dios, en ella se encuentra la estación de tren y la estación de autobuses de Jerez. También comprende una zona de bloques residenciales donde residen más de 1.170 habitantes.

## Lugares de interés
- Estación de ferrocarril de Jerez

- Estación de autobuses de Jerez

- Rotonda del Minotauro
- Edificio Díez-Mérito.[2]